# ليلي أتكينسون
ليلي أتكينسون (بالإنجليزية: Lily May Atkinson) هي سفرجات نيوزيلندية، ولدت في 29 مارس 1866، وتوفيت في 19 يوليو 1921.